# ان‌جی‌سی ۵۴۷۷
ان‌جی‌سی ۵۴۷۷ (انگلیسی: NGC 5477) نام یک کهکشان کوتوله در صورت فلکی خرس بزرگ است.